# Dysodia viridatrix
Dysodia viridatrix är en fjärilsart som beskrevs av Walker 1858. Dysodia viridatrix ingår i släktet Dysodia och familjen Thyrididae. Inga underarter finns listade i Catalogue of Life.